# 長臻
長臻（？年—1855年），姓張氏，字晴岩，鑲黃旗包衣漢軍慶筠營領下人，嘉慶二十三年戊寅科繙譯舉人，充景山官學滿洲教習，道光六年（1826年）繙譯進士。

## 履歷
- 中進士後，奉旨以主事用
- 道光九年（1829年），補工部虞衡司主事兼漢檔房都水司司務廳行走；製造庫虞衡司主稿
- 道光十九年（1839年），工部硝磺庫主事[1]
- 道光十九年（1839年）四月，題升營膳司員外郎，十二月題升營膳司郎中。
- 道光二十一年（1841年）正月，補寶源局監督，十一月二十八日奉旨記名以繁缺知府用，是日奉旨補授河南汝寧府知府
- 道光二十三年（1843年），調署開封府知府事，十二月調補開封府。
- 道光二十五年（1845年）正月，因中牟大工合龍出力，記名以道員用。
- 道光二十六年（1846年）三月署理河南河北道篆，旋補授河南河北道（即彰衛懷道）。
- 道光二十八年（1848年），因捐設粥廠賑濟，奉旨給予加五級，歷年霜清安瀾均交部議敘。
- 道光三十年（1850年），大計卓異。
- 咸豐元年（1851年），署河南按察使，九月三汛安瀾，經前任河東河道總督顏以燠保奏，加鹽運使銜。
- 咸豐二年（1852年）正月，捐輸軍餉，賞戴花翎，五月初四日，補授陝西按察使。
- 咸豐三年（1853年）正月，奉天府尹，未赴任。三月署河東河道總督，五月實授。
- 咸豐五年（1855年）卒。